# 安德烈·坎切尔斯基
安德烈·安塔纳索维奇·坎切尔斯基（烏克蘭語：Андрій Антанасович Канчельскіс；1969年1月23日—），或按立陶宛語名譯坎切爾斯基斯，前乌克兰足球运动员，司职中场，苏联解体后选择了入俄罗斯籍。他效力过曼联，埃弗顿和格拉斯哥流浪者，是一位富有良好得分能力的速度型边锋。

## 俱乐部生涯

### 早年生涯
坎切尔斯基于1988年在基辅迪纳摩开始了他的职业足球生涯，而在1990年转投另一支乌克兰劲旅顿涅茨克矿工。

### 曼联时期
一年之后的1991年曼联签下了坎切尔斯基，在同年5月11日他完成了在曼联首场比赛对手是水晶宫。他帮助俱乐部夺得了1993-94和1994-95赛季的两次英超联赛冠军头衔同时也取得了1994赛季的足总杯冠军。他同时也出现在1994赛季英格兰联赛杯的决赛中，但是在和阿斯顿维拉的比赛中由于手球被红牌驱逐最终曼联输给了阿斯顿维拉。他总共为曼联队出场158次，射入36个进球。

### 埃弗顿时期
坎切尔斯基于1995年转会来到了当年的足总杯冠军球队埃弗顿。他在俱乐部的首个赛季中表现得极为出色，射入16个进球并且证明了自己是国家队的第一边锋。他迅速的在埃弗顿球迷中取得了崇高的地位，特别是在客场安菲尔德球场和同城死敵利物浦一役中独中两元，他整个赛季的出色表现帮助球队取得了联赛第6名的佳绩。在第二个赛季中坎切尔斯基没有能够重现前一个赛季的良好状态，赛季中被球队以800万英镑的价格卖给了意甲球队佛罗伦萨。

### 职业生涯晚期
在佛罗伦萨时期的坎切尔斯基也困惑于未能获得良好的状态，较晚些的时候他效力于苏超老字号强队格拉斯哥流浪者(1998-2002)，之后他又辗转过多支俱乐部，包括2001年租借给曼城；2003年效力于南安普敦和沙特阿拉伯的阿尔希拉尔；2004-05，2006赛季分别效力于俄超球队莫斯科土星和苏维埃之翼。在离开苏维埃之翼之后坎切尔斯基未能获得一份新合同，尽管他表达了想继续踢球的意愿，但还是在2007年2月12日正式挂靴。

## 国际赛场
尽管坎切尔斯基出生在乌克兰并且有着立陶宛血统，他仍然选择了效力俄罗斯国家足球队。他在解体前的苏联国家足球队中出场23次射入3粒进球，苏联解体后加入俄罗斯队，出场36次并射进5球。之后由于带领7位球员联合抵制帕维尔·萨德林所执教的俄罗斯国家队而错失了参加1994年世界杯的机会，坎切尔斯基所参加过的大型国际赛事只有1992年和1996年的两届欧洲足球锦标赛。

## 争论
在他的自传《Managing My Life》中表示弗格森爵士曾被人授以4万英镑以卖出坎切尔斯基，当弗格森拒绝后，曼联主席马丁·爱德华收到了死亡威胁。

## 球员生涯之后
2007年坎切尔斯基成为俄罗斯足球甲级联赛球员新特罗伊茨克诺斯塔的体育总监。

## 球员琐事
坎切尔斯基是历史上唯一一位在格拉斯哥、利物浦和曼彻斯特同城德比战中进过球的球员。

## 榮譽
曼聯
- 英超冠軍 : 1992–93，1993–94[4]
- 英格蘭足總盃冠軍 : 1993–94[5]
- 英格蘭聯賽盃冠軍 : 1991–92[6]
- 英格蘭慈善盾冠軍 : 1993，1994
- 歐洲超級盃冠軍 : 1991[7]

格拉斯哥流浪者
- 蘇格蘭足球超級聯賽冠軍 : 1998–99，1999–2000[8]
- 蘇格蘭足總盃冠軍 : 1998–99，1999–2000[9]
- 蘇格蘭聯賽盃冠軍 : 1998–99，2001–02[10]

蘇聯U21
- 歐洲U-21足球錦標賽冠軍 : 1990[11]